# Batalla del Guadalquivir (206 aC)
La batalla del Guadalquivir fou una batalla que tingué lloc entre l'exèrcit cartaginès i el romà a prop de la desembocadura del Guadalquivir, el 206 aC.
Després de la derrota cartaginesa a la batalla d'Ilipa els turdetans es van passar en massa al bàndol romà, i Asdrúbal Giscó i Magó Barca es van veure confinats amb les seves tropes a Gadir, inaccessible a un assalto romà. Acabada la revolta de Sucro i la revolta d'Indíbil i Mandoni, Publi Corneli Escipió va enviar Gai Luci Marci Sèptim amb un exèrcit reduït i sense bagatges per augmentar la seva velocitat, al llarg del Guadalquivir fins a la seva desembocadura on va trobar el general cartaginès Hannó que estava reclutant mercenaris per de Magó Barca.

## Batalla
Hannó disposava de 700 genets i 6.000 infants, dels quals uns 4.000 serien celtibers, i la resta africans. Gai Luci Marci Sèptim els va atacar i els va envoltar en un turó.
Els mercenaris van demanar un acord als romans, i Marci va demanar que Hannó, els desertors, els presoners que tenien retinguts, fossin lliurats. Per acabar, els va demanar diners i que baixessin del turó a la plana, on es formalitzaria l'acord final. Una vegada que els mercenaris van baixar del turó, Marci els va exposar l'última de les seves condicions, lliurar les seves armes per poder retirar-se a les seves ciutats d'origen. La indignació es va apoderar dels celtibers que van cridar que no lliurarien les seves armes, per la qual cosa es va arribar al combat en el qual després d'haver oposat una ferotge resistència, va caure la meitat del dels mercenaris

## Conseqüències
Els altres mercenaris que van poder escapar van poder retirar-se al costat de Magó Barca que va arribar a la costa al capdavant d'una flota de 60 vaixells amb els quals va recollir els mercenaris fugits.
El territori cartaginès va quedar reduït a la ciutat de Gadir, i Magó Barca va embarcar les seves darreres forces, consistent en uns pocs milers d'homes i alguns vaixells, i recorrent la costa va arribar a Cartago Nova, on va ancorar les naus i desembarcar les tropes, però els romans van rebutjar l'atac. Magó Barca va retornar derrotat a Gadir, on els seus ciutadans li van tancar les portes i ja negociaven amb els romans, amb el que va abandonar la ciutat i va anar a les Balears on va passar l'hivern a Portus Magonis, per navegar l'any següent al nord d'Itàlia per sublevar als ligurs.